# Bystropogon
Bystropogon
Genre
Bystropogon est un genre de plantes à fleurs de la famille des Lamiaceae. Ce sont des arbustes à feuillage persistant originaires des Îles Canaries et de Madère, dans la partie occidentale de l'Océan Atlantique. Proche des genres Origanum et Thymus, le genre Bystropogon est caractérisé par de minuscules fleurs en grappes très ramifiées, avec des sépales en panache qui s'allongent au stade fructifère, donnant un aspect pelucheux à la pointe de chaque branche. Les tiges ont une section transversale carrée et les feuilles opposées sont aromatiques lorsqu'elles sont broyées.
Culture : La plante préfère les climats doux et secs. Elle se cultive dans des sols très bien drainés exposés au soleil. Elle peut se reproduire à partir de semences ou de boutures.

## Espèces
De nombreux noms d'espèces ont été proposés pour les membres de ce genre, mais la plupart ont été déplacés vers d'autres genres, en particulier Clinopodium, Minthostachys, Cuminia et Mesosphaerum. Dans la taxonomie actuelle, les espèces suivantes sont reconnues comme appartenant au genre Bystropogon
1. Bystropogon × beltraniae La Serna - Tenerife   (B. canariensis var. smithianus × B. plumosus)
2. Bystropogon canariensis (L.) L'Hér. - Îles Canaries
3. Bystropogon maderensis Webb & Berthel. - Madère
4. Bystropogon odoratissimus Bolle - Tenerife
5. Bystropogon origanifolius L'Hér. - Îles Canaries
6. Bystropogon plumosus (L.f.) L'Hér. - Tenerife
7. Bystropogon punctatus L'Hér. - Madère
8. Bystropogon × schmitzii (Menezes) Menezes - Ribiero Frio à Madère    (B. maderensis × B. punctatus)
9. Bystropogon × serrulatus Webb & Berthel - Gran Canaria   (B. canariensis × B. origanifolium var. canariae)
10. Bystropogon wildpretii La Serna - La Palma (Îles Canaries)